# Fantasmagórico (anime)
Ōgon Bat (黄金 バット Ōgon Batto?, lit. "Murciélago Dorado"), también conocido como Fantaman, en Italia; Fantasmagórico, en Hispanoamérica y en España, y Phantoma, en Australia y Estados Unidos, es un superhéroe japonés popular, creado por el escritor Takeo Nagamatsu, en 1930, personaje de una película y de un anime. Se le considera el primer superhéroe moderno de la historia, ya que es incluso anterior a personajes como The Phantom (1936), Superman (1938) y Batman (1939), más no es anterior a otros como La Pimpinela Scarlata (1903), The Grey Seal (1914), ni a El zorro (1919).
En diciembre de 2022, Akita Shoten ha lanzado un nuevo manga ilustrado por Kazutoshi Yamane en la revista Champion Red.
Se dice que el personaje inspiró al creador de Batman y, en tiempos más contemporáneos, a Skeletor de la serie He-Man. Aunque esto no está confirmado.

## Trama
Según un arqueólogo, la Atlántida se encuentra en la Antártida, y va en busca de ella. Sin embargo, en el trayecto, el barco donde viaja es atacado por un monstruo mecánico. Su hija queda como única superviviente, y es rescatada por un científico y sus amigos, que se transportan en una especie de platillo volador. Por un accidente, se quedan sin agua dulce, necesaria para el funcionamiento de su nave, por lo que, en busca del preciado líquido, aterrizan en una isla, y descubren que es la Atlántida. Allí, son atacados de nuevo por el monstruo, y corren a refugiarse en una tumba, la cual resulta ser de Fantasmagórico. Este es revivido vertiéndole agua obtenida de un pequeño pozo, y se une a la lucha del grupo contra el monstruo. Posteriormente, se les une en su lucha contra el Dr. Zero, villano que quiere apropiarse del mundo.

## Personajes
- Fantasmagórico - es el héroe proveniente de la Atlántida, tiene aspecto musculoso pero con una calavera por cabeza, es color dorado y es casi indestructible, salvo que sufra deshidratación. Su aspecto es semejante a Scareglow o Skeletor, ambos de la serie He-Man and the Masters of the Universe. Se peculiariza por su tenebrosa carcajada que hace estruendo anunciando su presencia, lo cual podría hacer pensar que incluso es el villano de la serie. Es curiosa la semejanza en este aspecto, con The Shadow (la Sombra), quien se anuncia con una carcajada siniestra y surgió en 1930. The Shadow es un vigilante con poderes mentales, principalmente (puede nublar la mente de los hombres).
- Dr. Still - es el científico que encabeza el grupo de amigos de Fantasmagórico, es el creador del platillo volador donde se transportan. Pertenece a una comunidad científica internacional.
- Terry - es el hijo del Dr. Still. Es el más aventurero de todos.
- Gabi - es amigo de Terry, es muy comelón, un poco miedoso, algo gordinflón y da el toque cómico. En ocasiones practica halterofilia.
- Maria - es la protegida de Fantasmagórico, ya que ella lo devolvió a la vida; en caso de dificultades implora su ayuda, lo cual hace aparecer un murciélago dorado, seguido por un sonora carcajada y la aparición del héroe.
- Dr. Zero - es el enemigo de Fantasmagórico, tiene cuerpo gordo, cabeza cubierta a la manera de Batman, pero con cuatro ojos con los que lanza terribles rayos destructores, posee una garra mecánica en una mano y la mitad inferior de su cuerpo es una especie de platillo volador. Su caracteriza por su grito estruendoso: "¡Zero!" cada vez que se enfurece.
- Gorgo - ayudante del Dr. Zero, es una anciano que viste una bata con solapa alta y se peina con un pequeño copete trasero, aunque es muy malo es bastante inepto y siempre suplica misericordia al Dr. Zero por sus errores.
- Dr. Muerte - es enemigo contemporáneo de Fantasmagórico, vuelve a la actualidad para luchar su pelea final (es derrotado); su aspecto es igual al de nuestro héroe, solo que es de color oscuro.

## Algunos datos históricos
- Existe un manga que no tuvo demasiada difusión aun dentro de Japón.
- Este fue uno de los programas de anime más populares en América Latina de la década de 1970.[4]
  - Un informe de ruizhealytimes afirma que el anime japonés en México, incluido Fantasmagorico, tuvo su primer esplendor en los años 70, pero estas caricaturas fueron prohibidas por supuestamente promover la violencia.[3]
- En 1966, se estrenó una película sobre el superhéroe, en la que Sonny Chiba interpreta al doctor Yamatone.
- Se transmitió en México, Venezuela (por RCTV), Perú (por Panamericana Televisión) y Bolivia (Canal 7) y comenzó a transmitirse a partir del año 1969 y continuó transmitiéndose hasta 1993,[5][6][se necesita una mejor fuente] y a principios de la década de 1980, en la República Dominicana a principios de la década de 1970, como parte del programa infantil El Sheriff Marcos, en Guatemala (canal 3, en blanco y negro) a principios de la década de 1970. El doblaje en español latino en sí no parece haber recibido un lanzamiento en VHS o DVD y la mayor parte del doblaje se considera medio perdido hasta el día de hoy. Sólo algunos episodios grabados y algunos fragmentos se pueden encontrar en línea.[7]
- Los capítulos transmitidos en Venezuela se decía que estaban incompletos, y cuando estaban por terminar la serie, los comenzaban de nuevo, si uno tenía suerte, podía ver el final. El programa no fue aprobado para su transmisión en color en Venezuela hasta 1980. Esto se debe a la prohibición del presidente Carlos Andrés Pérez de transmitir televisión en color en ese entonces.[8][9]
- Takeo Nagamatsu inició sus trabajos no como escritor de manga, sino de relatos conocidos como pulps.
- Fantasmagórico rara vez habla en el doblaje latinoamericano (a diferencia del doblaje japonés donde es más hablador). Algo similar ocurre con el doblaje al portugués brasileño.
- El doblaje en español (junto con los otros doblajes extranjeros) del anime se inspiró en el doblaje en inglés del mismo programa que se pierde excepto por el clip de audio de 20 segundos.[10] Esto se debe a que todos los personajes usan nombres americanizados utilizados en la versión en inglés y títulos similares.
- A su vez, el doblaje latinoamericano se convirtió en una inspiración tanto para el doblaje portugués brasileño como para el italiano. El doblaje latinoamericano incluso tenía algunos sonidos de voz de personajes reutilizados en el doblaje italiano, como la risa de Fantasmagórico.[11](ver en 7:39 y 10:15)

## Doblaje
| Personaje      | Actor original (Japón) | Actor de doblaje (México)                       |
| -------------- | ---------------------- | ----------------------------------------------- |
| Doctor Steel   | Ichirô Murakoshi       | Juan José Hurtado                               |
| Fantasmagórico | Osamu Kobayashi        | Fernando Rivas Salazar                          |
| Doctor Zero    | Ushio Shima            | Pancho Muller                                   |
| Terry          | Kazue Takahashi        | Fernando Rosano                                 |
| María          | Minori Matsushima      | Edith Byrd                                      |
| Gaby           | Kazuya Tatekabe        | Polo Ortín                                      |
| Gorgo          | Kenji Utsumi           | Julián de Meriche                               |
| Doctor Muerte  | Masao Takato           | Juan José Hurtado (ep. 19)y Polo Ortín (ep. 52) |
| Narrador       | Yuzuru Fujimoto        | Juan José Hurtado                               |

## Ficha técnica
- Producido en 1967 y 1968, a color, con 52 capítulos, de 30 minutos cada uno.
- Creador: Takeo Nagamatsu.
- Productora: Tele-Cartoon Japan.
- Exhibido en Hispanoamérica entre 1971 y 1982.